# Multifunction Vehicle Bus
Multifunction Vehicle Bus (MVB) je Fieldbus, která slouží k přenosu datových souborů pro řízení a diagnostiku v rámci vozidla nebo ucelené jednotky. Je součástí systému Train Communication Network (TCN), spolu s vlakovou sběrnicí Wire Train Bus tvoří základ vlakové komunikace.

## Vznik a vývoj
S rozšiřujícím se nasazením mikroprocesorové techniky na vozidlech vzešla myšlenka spojení samostatných mikroprocesorových jednotek do systému umožňujícímu jejich ovládání a diagnostiku z jednoho místa na vozidle. Počátek vývoje spadá do 90. let 20. století a je spojen s konsorciem firem ABB, AEG, Firema a Siemens. Technicky byla MVB založena na bázi sběrnice P215 firmy ABB.

## Popis
MVB je pravou datovou sběrnicí. Může na ni být zřízeno více datových připojení, v jednom okamžiku může data vysílat pouze jedno z nich. Data pak obdrží všechna ostatní připojená zařízení. Data jsou přenášena s rychlostí 1,5 MBit/s. Napěťové hladiny binárních výstupů odpovídají sběrnici RS485.
Existují tři rozdílná přenosová média:
1. EMD (electrical middle distance bus- vodivá sběrnice pro střední vzdálenosti): kroucená dvoulinka s galvanickým oddělením vstupů pomocí převodníků.
2. ESD (electrical short distance bus – vodivá sběrnice pro krátké vzdálenosti): stíněná kroucená dvojlinka bez galvanického oddělení nebo přes optoelektrický převodník. Kvůli omezeným vstupním napětím optoelektrického převodníku je nezbytné vyrovnávací vedení, které spojuje kostry optoelektrických převodníků.
3. OGF (optical glass fibre – optické vedení): Optické vedení s hvězdicovým propojením.
Nejjednodušší je z fyzikálního hlediska přenosu EMD – tento systém nasazuje Siemens i další výrobci. ESD používá Bombardier, OGF také Bombardier, především na lokomotivách vysokých výkonů.

## Zavedení
Prakticky všechna vozidla vyráběná od roku cca 1995 firmami Siemens a AEG/ABB/ADtranz/Bombardier byla a jsou vybavována sběrnicí MVB. MVB tak spojuje nejdůležitější komponenty řízení – pohon, vlakový zabezpečovač, pult strojvedoucího včetně komunikačních displejů, centrální řízení, decentralizované vstupy a výstupy, ovládání dveří, klimatizace, měničů a mnoho dalších.
MVB přenáší procesní data, krátké, ale časově kritické řídící a diagnostické signály pro automatizované řízení vlaku (jako např. přesný čas nebo okamžitou rychlost) v reálném čase (typický cyklus 16 až 512 ms). Kromě toho je využita k přenosu diagnostických hlášení.